# Telamo
Telamo ist ein deutsches Musiklabel mit Sitz in München, das 2012 von Ken Otremba gegründet wurde. Das Label ist auf Schlager und Volkstümliche Musik spezialisiert. Das Unternehmen ist seit der Gründung stark gewachsen und war 2019 das erfolgreichste Schlager-Musiklabel. Es wurde im Jahr 2022 von Bertelsmann übernommen.

## Geschichte
Ken Otremba arbeitete ab 1998 bei BMG Entertainment, das 2004 unter anderem mit dem Label Ariola in das Joint-Venture Sony BMG Music Entertainment aufging. Die Geschäftsbereiche für Popmusik auf der einen und Schlager sowie Volkstümliche Musik auf der anderen Seite wurden getrennt. Das Label Ariola wurde zwischenzeitlich aufgelöst, bald darauf aber wieder reaktiviert, da es immer Gewinn einbrachte. 2012 war Otremba stellvertretender Leiter des Labels Ariola.
Als Grund für die Gründung eines neuen Labels nannte Otremba die Veränderungen der Medien- und Handelslandschaft in der Musikbranche: die Vermarktung von Popmusik habe sich von der älteren Zielgruppe entkoppelt, die besonders durch die Vermarktung durch Fernsehwerbespots mit eingeblendeten Telefonnummern ansprechbar sei. Dies erfordere eine andere Form der Kooperation mit möglichen Marketingpartnern. Als ersten Partner konnte Otremba den Anbieter Shop24Direct gewinnen, den Vertrieb übernimmt Sony Music.
2014 wurde das Hamburger Schlagerlabel Palm Records von Telamo übernommen, als Sublabels wurden Telamino für Kindermusik, Telamonte für Volksmusik und volkstümliche Musik, Telamega für Partymusik und Isarwelle für musikalisch innovative Projekte aus dem Alpenraum eingerichtet. Durch die Übernahme von Palm Records erweiterte sich das Künstlerportfolio von Telamo um mehr als 1.000 Titel von Künstlern wie Andrea Jürgens, Ingrid Peters, Uta Bresan, der Gruppe Wind und viele mehr.
Im Juli 2015 wechselte Telamo den Vertrieb der digitalen und physischen Tonträger. Seitdem zeichnet die Hamburger Warner Music Group für den Vertrieb in den Ländern Deutschland, Österreich und Schweiz verantwortlich. Die Zebralution übernahm zeitgleich den digitalen Vertrieb außerhalb des deutschsprachigen Marktes.
Telamo übernahm im Jahr 2016 den umfangreichen Musikkatalog des Unternehmens 7days music entertainment AG sowie den Musikkatalog des Musikproduzenten Jack White. Hierbei handelt es sich um mehr als 8.000 Werke von mehr als 150 nationalen und internationalen Interpreten wie David Hasselhoff, Engelbert, Andrea Berg, Roland Kaiser, Vicky Leandros, Ireen Sheer, Lena Valaitis und viele mehr.
2018 hat das sehr erfolgreiche Schlager-Duo Die Amigos bekannt gegeben, von Sony Music Ariola zu Telamo zu wechseln. Mit mehr als 5 Millionen verkauften Tonträgern zählen die Amigos zu den erfolgreichsten Formationen des Genres.
Das Musiklabel Mania Music übernahm Telamo 2019 vom Musikproduzenten Stefan Pössnicker. Seit der Übernahme des Labels sind mehrere erfolgreiche Produktionen von Stefan Pössnicker veröffentlicht worden, unter anderen Schlagerpiloten, die Platz 3 der offiziellen Albumcharts erreichten. Darüber hinaus erfolgten Albenproduktionen für die Band Calimeros.
Der Musikproduzent Christian Geller, der bisher für Interpreten wie BeFour, David Hasselhoff, Thomas Anders oder Heino gearbeitet hat, gab 2019 bekannt, mit Telamo das neue Label 221 Music zu gründen. Es folgten verschiedene Albumprodukten mit Anna Maria Kaufmann, Oli P, Eloy de Jong und Giovanni Zarrella.
Im August 2022 wurde Telamo von BMG Rights Management übernommen.

## Erfolge
Bereits die erste Veröffentlichung des Labels, das Album Liebesgrüsse auf der Mundharmonika von Michael Hirte, erreichte Platz 18 der deutschen Albumcharts.
2013 veröffentlichte Telamo das erste deutschsprachige Album von Ross Antony, der zuvor mit Pop-Musik in der Band Bro’Sis bekannt wurde. Daraufhin folgen weitere sehr erfolgreiche Schlager-Alben. der Mitteldeutsche Rundfunk entschied sich im Jahr 2015 mit Ross Antony eine eigene TV-Sendung unter dem Namen Die Party mit Ross Antony zu produzieren. Michael Wendlers Album Flucht nach vorn mit dem Titel Egal darauf, erschien 2017 und erreichte den 12. Platz der offiziellen Deutschen Album-Charts.
In der Folge erreichte das Musiklabel diverse Nummer-eins-Platzierungen wie Thomas Anders und Florian Silbereisen. Das Album erreichte Platz eins in Deutschland, Österreich und der Schweiz in der Woche 24/2020, Daniela Alfinitos Liebes-Tattoo Platz eins in der Woche 02/2020.
Eloy de Jong wurde 2019 mit Platin in Deutschland und Gold in Österreich für sein Album Kopf aus – Herz an ausgezeichnet. Ebenfalls Platin in Deutschland sowie Gold in Österreich erreicht das Album La Vita e Bella von Giovanni Zarrella. Hein Simons, alias Heintje, erreichte seine allererste Goldene Schallplatte erst im Jahre 2018 für das entstandene Album Heintje und ich. In der Schweiz erhielt die Band Calimeros eine Goldene Schallplatte.
Marianne Rosenberg gab 2019 bekannt, dass auch sie zu Telamo wechseln werde. Im Frühjahr 2020 veröffentlichte Telamo zu ihrem 65. Geburtstag ihr neues Album Im Namen der Liebe, das in der Woche 12/2020 Platz 1 der offiziellen deutschen Alben Charts erreichte. Es war das erste Nummer 1 Album der seit den 1970er Jahren bekannten Künstlerin.

## Kritik
Telamo geriet 2016 in die Kritik. Anna-Maria Zimmermann veröffentlichte zusammen mit Achim Petry den Titel Tinte. Die Plattenfirma ging juristisch dagegen vor. Zimmermann sagte in der Presse „Meine Plattenfirma hat mich verklagt (…) Mein Manager hat mich mit einem Kuh-Handel an die Firma verscherbelt. Das kommt einer Sklavenhaltung gleich.“ Telamo veröffentlichte 2017 mit Anna-Maria Zimmermann das Album Himmelblau, das Platz 15 der offiziellen Deutschen Album-Charts erreichte.

## Künstler bei Telamo
- Achim Petry
- Al & Chris
- Allessa
- Alexandra Lexer
- Alexandra Schmied
- Alexandre Gern
- Alexander Rier
- Alfons Hasenknopf
- Alpenchill
- Alpenland Sepp & Co.
- AlpenRebellen
- Andi Thon
- Andre Steyer
- Andrea Jürgens
- Andreas Erber
- Andreas Martin
- Angelika Milster
- Anna-Carina Woitschack
- Anna-Maria Zimmermann
- Anne Kettler
- Annemarie Eilfeld
- Anni Perka
- Aridian
- Art Garfunkel Jr.
- Atlantis
- Bernhard Brink
- Benny
- Blechbixn
- Bluam Buam
- Biggi Bardot
- Britta & Dirk
- Cadillac
- Calimeros
- Captain Cook
- Carina
- Cathrin Geissler
- Chris de Burgh
- Christian Zach
- Claudia Pletz
- Daniela Alfinito
- Danny Malando
- Daria Kinzer
- David Hasselhoff
- Denny Fabian
- Der Benniii
- Die Amigos[25]
- Die Bergkameraden
- Die Flippers
- Die Jungs vom Bodensee
- Die Kirmesmusikanten
- Die Ludolfs
- Die Romeros
- Die Schäfer
- Die Schlagerpiloten
- Dieter Hallervorden
- Die Tomaros
- Die Traumfänger
- Die Zipfelbuben
- DJ Pierre
- Duo Goldstars
- Eberhard Hertel
- Ekkehard Göppelt
- Eleyna[26]
- Eloy de Jong
- Engelbert
- Eric Philippi
- Ernst Mosch
- Fantasy
- Fernando Express
- Fips Asmussen
- Florian Fesl
- Florian Timm
- Frank Cordes
- Frank Lars
- Frank Schöbel
- G. G. Anderson
- Gaby Albrecht
- Geri der Klostertaler
- Giovanni Zarrella
- Gregorian
- Großstadt Freunde
- Guidoʼs Orchestra
- Gustl Bayrhammer
- Halleluja Paul
- Hang on Sloopy
- Harmonie
- Hansi Hinterseer
- Hautnah
- Heidis Küken
- Hoppe Reiter
- Ingrid Peters
- Ireen Sheer
- Johannes Kalpers
- Johannes Spanner
- Johannes Weinberger
- Johnny Logan
- Jörg Bausch
- Jörn Schlönvoigt
- Judith und Mel
- Jürgen Marcus
- Julia Lindholm
- Kathrin und Peter
- Kevin und Manuel
- Kim Gloss
- Klaus & Klaus
- Kurz vor der Rente
- LaFee
- Leo Rojas
- Liane
- Lisa Marie
- Lisa Stoll
- Libero5
- Linda Fäh
- Lollies
- Los Paraguayos
- Lou Bega
- Männerherzen
- Manyou
- Maggie Reilly
- Marc Pircher
- Markus
- Maria Voskania
- Marianne Rosenberg
- Marilena Kirchner
- Marisa Donato
- Mark Bender
- Markus Mörl
- Martin Scholz
- Matthias Steiner
- MAX der kleine Dino
- Max Janda
- Maximilian Arland
- Melissa Naschenweng
- Michael Hirte
- Michael Wendler
- Michèle Joy
- Mitch Keller
- Monika Martin
- Monika Herz & David
- Musikapostel
- Nadine
- Nadine Fabielle
- Nelly Sander
- Nicki
- Nicole
- Nino de Angelo
- Norman Langen
- Oesch’s die Dritten
- Olaf Berger
- Olaf der Flipper
- Oli. P
- Oliver Thomas
- Olsen Brothers
- Pat
- Patrick Lindner
- Paulina Wagner
- Petruta Küpper
- Pia Malo
- Pures Glück
- Rabbits
- Ramona Martiness
- Remmi Demmi Boys
- Renate und Werner Leismann
- René Kollo
- Ricky Maier
- Riko
- Robin Marc
- Roland Kohler
- Ronny
- Romy Kirsch
- Ross Antony
- Rosanna Rocci
- San Ventura
- Sandro Malinowski
- Sascha Heyna
- Sebastian Charelle
- Sigrid & Marina
- Silvia Confido
- Simone
- Stefan Micha
- Stefan Moll
- Stefanie Hertel
- Stefanie Stern
- Sternenregen
- Stimmen der Berge
- Tanja Lasch
- Tanzpalais
- Timo Engel
- Tina York
- Tom Astor
- Tom Mandl
- Tommy Steiner
- Tony Christie
- Tony Marshall
- Troglauer Buam
- Truck Stop[27]
- Udo Wenders
- Uta Bresan
- Uwe Busse
- Vanessa Neigert
- Verena & Nadine
- Veronika Fischer
- Vincent Gross
- Vito Rosso
- Vivian Lindt
- Wildecker Herzbuben
- Wind
- Wolfgang Ziegler
- Xandra Hag
- Yannick Bovy
- Zwirn[28]

## Auszeichnungen
- Smago! Award
  - 2021: für „Plattenfirma des Jahres“[29]